# Xà bần

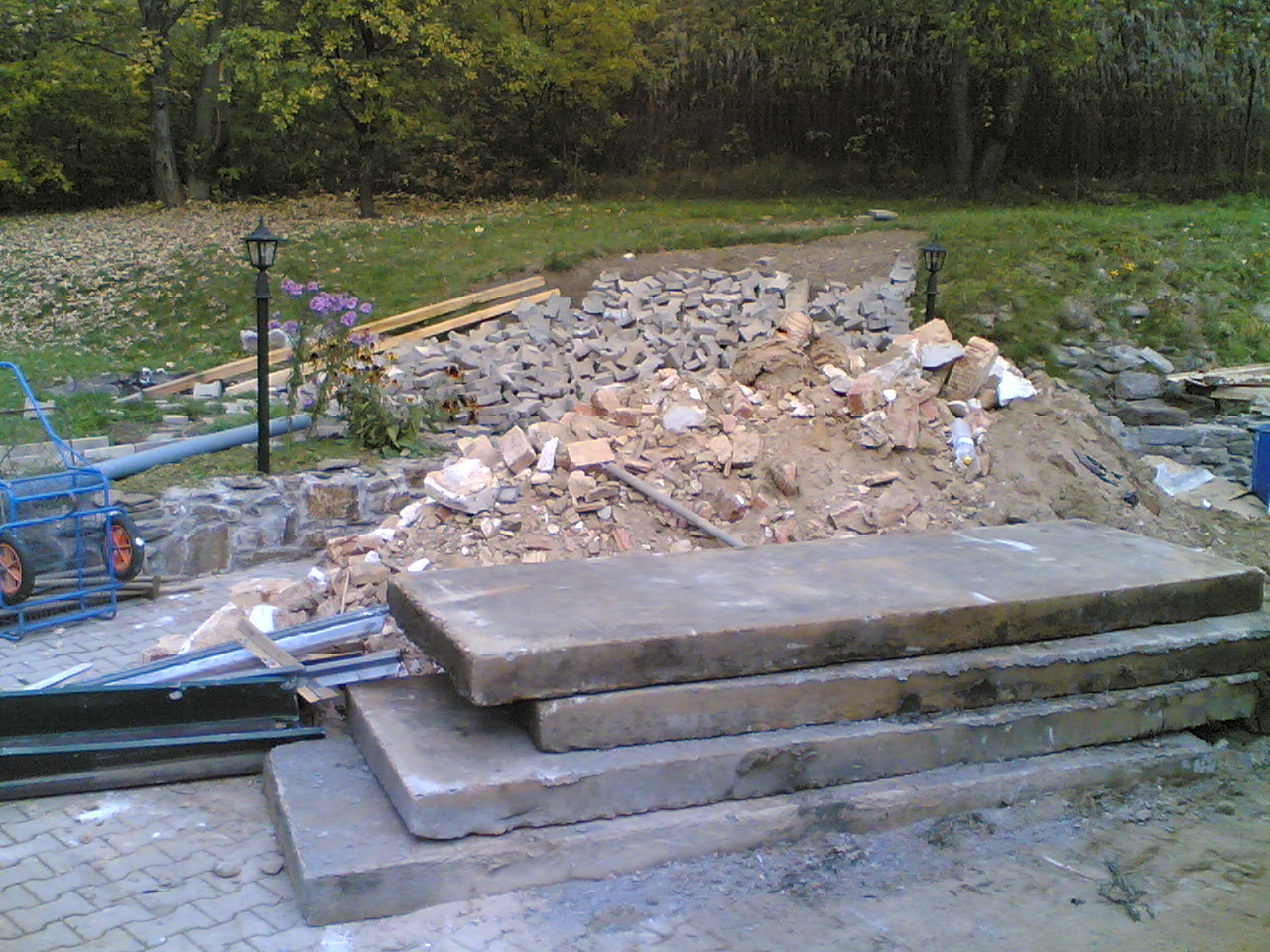
Chất thải từ xây dựng

Chất thải từ phá hủy các công trình xây dựng hay còn gọi là xà bần là các loại chất thải, mảnh vụn nhỏ của gạch, đá, xi măng được tạo thành từ việc phá hủy các tòa nhà, đường sá, cầu cống hoặc các công trình khác, thường được tạo ra khi người ta xây dựng một công trình mới và dỡ bỏ đi công trình cũ. Các mảnh vỡ xà bần có thể khác nhau về thành phần, nhưng các thành phần thường thấy bao gồm bê tông, gỗ, mảnh vụn của nhựa đường, gạch, ngói, đất sét, sắt thép và vách ngăn thạch cao. Những chất thải này có khả năng được tái chế cao.

## Tái chế

### Bê tông và gạch
Bê tông và gạch có thể được tái chế bằng cách nghiền nát nó thành các mảnh vụn. Sau khi được sắp xếp, sàng lọc và các chất gây ô nhiễm được loại bỏ đi, bê tông và gạch vụn có thể được sử dụng trong cốt bê tông, lấp đầy những nền móng, nền đường... Các máy nghiền bê tông di động cũng được dùng để tái chế và sử dụng lại bê tông ngay tại chỗ.

### Gỗ
Gỗ có thể được tái sử dụng, chuyển mục đích khác, tái chế lại hoặc đốt để tạo ra năng lượng sinh học. Sử dụng gỗ tái chế làm nguyên liệu năng lượng sinh học là có lợi vì nó có hàm lượng nước thấp hơn là khoảng 20% so với gỗ nguyên chất có khoảng 60% là nước.

### Nhựa đường
Nhựa đường, có thể là các tấm đúc bằng nhựa đường hoặc bê tông kết hợp nhựa đường, thường được tái chế và sử dụng để lấp đầy nền vỉa hè trước khi lót gạch cho vỉa hè.

### Kim loại
Tái chế các phế liệu của kim loại là một ngành công nghiệp, tập trung vào việc thu thập, mua, bán và tái chế các vật liệu để sử dụng trong tương lai hoặc với mục đích khác.